# العلاقات البريطانية الكرواتية
العلاقات البريطانية الكرواتية هي العلاقات الثنائية التي تجمع بين المملكة المتحدة وكرواتيا.

## مقارنة بين البلدين
هذه مقارنة عامة ومرجعية للدولتين:
| وجه المقارنة                                              | المملكة المتحدة                 | كرواتيا                                                  |
| --------------------------------------------------------- | ------------------------------- | -------------------------------------------------------- |
| المساحة (كم2)                                             | 242.50 ألف                      | 56.59 ألف                                                |
| عدد السكان (نسمة)                                         | 66.02 مليون                     | 4.11 مليون                                               |
| الكثافة السكانية (ن./كم²)                                 | 272.25                          | 72.63                                                    |
| العاصمة                                                   | لندن                            | زغرب                                                     |
| اللغة الرسمية                                             | لغة إنجليزية، اللغة الويلزية    | اللغة الكرواتية                                          |
| العملة                                                    | جنيه إسترليني                   | كونا كرواتية                                             |
| الناتج المحلي الإجمالي (بليون دولار)                      | 2.62 تريليون                    | 54.85 مليار                                              |
| الناتج المحلي الإجمالي (تعادل القوة الشرائية) بليون دولار | 2.72 تريليون                    | 94.64 مليار                                              |
| الناتج المحلي الإجمالي الاسمي للفرد دولار أمريكي          | 43.88 ألف                       | 11.54 ألف                                                |
| الناتج المحلي الإجمالي للفرد دولار أمريكي                 | 40.23 ألف                       | 21.64 ألف                                                |
| مؤشر التنمية البشرية                                      | 0.907                           | 0.818                                                    |
| رمز المكالمات الدولي                                      | +44                             | +385                                                     |
| رمز الإنترنت                                              | .uk، .gb                        | .hr                                                      |
| المنطقة الزمنية                                           | توقيت غرينيتش، توقيت غرب أوروبا | توقيت وسط أوروبا، ت ع م+01:00، ت ع م+02:00، أوروبا/زغرب ‏ |

## مدن متوأمة
في ما يلي قائمة باتفاقيات التوأمة بين مدن بريطانية وكرواتية:
- ترتبط لندن مع زغرب باتفاقية توأمة منذ 2015.[18][18][18][18]
- ترتبط دوفر مع سبليت باتفاقية توأمة.
- ترتبط دندي مع زادار باتفاقية توأمة منذ 5 أغسطس 2014.[19][19][19][20]

## منظمات دولية مشتركة
يشترك البلدان في عضوية مجموعة من المنظمات الدولية، منها:
| علم المنظمة | اسم المنظمة                               | تاريخ انضمام المملكة المتحدة | تاريخ انضمام كرواتيا |
| ----------- | ----------------------------------------- | ---------------------------- | -------------------- |
|             | الاتحاد الأوروبي                          | 1973                         | 1 يوليو 2013         |
|             | وكالة ضمان الاستثمار متعدد الأطراف        | 12 أبريل 1988                | 19 مارس 1993         |
|             | الأمم المتحدة                             | 24 أكتوبر 1945               | 22 مايو 1992         |
|             | الفريق المعني برصد الأرض                  | ?                            | ?                    |
|             | مركز تنسيق الحركة في أوروبا ‏              | ?                            | ?                    |
|             | منظمة حظر الأسلحة الكيميائية              | ?                            | ?                    |
|             | منظمة التجارة العالمية                    | 1995                         | ?                    |
|             | منظمة الشرطة الجنائية الدولية             | ?                            | ?                    |
|             | منظمة الأمن والتعاون في أوروبا            | 25 يونيو 1973                | 24 مارس 1992         |
|             | مؤسسة التنمية الدولية                     | 24 سبتمبر 1960               | 25 فبراير 1993       |
|             | حلف شمال الأطلسي                          | 4 أبريل 1949                 | 1 أبريل 2009         |
|             | يونسكو                                    | 4 نوفمبر 1946                | 1 يونيو 1992         |
|             | مجلس أوروبا                               | 5 مايو 1949                  | ?                    |
|             | الاتحاد البريدي العالمي                   | ?                            | ?                    |
|             | البنك الدولي للإنشاء والتعمير             | 27 ديسمبر 1945               | 25 فبراير 1993       |
|             | اتفاقية السماوات المفتوحة                 | ?                            | ?                    |
|             | المنظمة الهيدروغرافية الدولية             | ?                            | ?                    |
|             | الاتحاد الدولي للاتصالات                  | 24 فبراير 1871               | 3 يونيو 1992         |
|             | مؤسسة التمويل الدولية                     | 20 يوليو 1956                | 25 فبراير 1993       |
|             | المنظمة الأوروبية لسلامة الملاحة الجوية   | 1960                         | 1997                 |
|             | المركز الدولي لتسوية المنازعات الاستشارية | 18 يناير 1967                | 22 أكتوبر 1998       |
|             | مجموعة أستراليا                           | 1985                         | 2007                 |
|             | مجموعة الموردين النوويين                  | ?                            | ?                    |

## وصلات خارجية
- موقع وزارة الخارجية البريطانية
- موقع وزارة الخارجية الكرواتية